# Poul Lübcke
Poul Otto Lübcke (* 22. Juli 1951; † 19. März 2020) war ein dänischer Philosoph.
Lübcke studierte Philosophie in Kopenhagen, Freiburg, Heidelberg und Leuven. Anschließend lehrte er Philosophie an den Universitäten Roskilde und Aarhus. Seit 1978 war er Professor für Philosophie an der Universität Kopenhagen.

## Schriften (Auswahl)
- Die Naturzeit als Problem bei Husserl und Heidegger 1985
- Metafysik. Museum Tusculanums Forlag, Kopenhagen 1996, ISBN 87-7289-225-0.

Als Herausgeber:
- mit Anton Hügli: Philosophielexikon. Personen und Begriffe der abendländischen Philosophie von der Antike bis zur Gegenwart. Rowohlt, Reinbek bei Hamburg 1991; erweiterte und vollständig revidierte Ausgabe 2013.
- mit Anton Hügli: Philosophie im 20. Jahrhundert. Bd. 2: Wissenschaftstheorie und Analytische Philosophie  Rowohlt, Reinbek bei Hamburg 2000.
- mit Heinrich Anz und Friedrich Schmöe: Die Rezeption Sören Kierkegaards in der deutschen und dänischen Philosophie und Theologie, Fink, 1983